# Luis Abinader
Luis Rodolfo Abinader Corona (ur. 12 lipca 1967 w Santo Domingo) – dominikański polityk i ekonomista. Od 2020 prezydent Dominikany. Kandydował na urząd prezydenta w wyborach w 2016.

## Życiorys
Abinader urodził się 12 lipca 1967 roku w Santo Domingo. Jego rodzice pochodzą z regionu Cibao. Ukończył ekonomię w Intec. Studiował także inżynierię finansową na Uniwersytecie Harvarda oraz zaawansowane zarządzanie na Dartmouth College.

## Kariera polityczna
W 2005 roku podczas krajowej konwencji Dominikańskiej Partii Rewolucyjnej został wybrany wiceprzewodniczącym tej partii. Był kandydatem na wiceprezydenta Dominikany z ramienia Dominikańskiej Partii Rewolucyjnej w wyborach w 2012 roku. W 2016 roku został głównym kandydatem tej partii na urząd prezydenta. Uzyskał 35% głosów, przegrywając z Danilo Medina, który uzyskał 61% głosów. W 2020 wygrał wybory prezydenckie, uzyskując 52% głosów w pierwszej turze. Zaprzysiężony 16 sierpnia 2020. Został pierwszym prezydentem urodzonym po rządach Trujillo. 19 maja 2024 uzyskał reelekcję, otrzymując 57,5% głosów pierwszej turze wyborów. 

## Życie prywatne
Żonaty, ma troje dzieci. Ma libańskie korzenie – jego pradziadek pochodził z Libanu i wyemigrował na Dominikanę.